# Hawkei

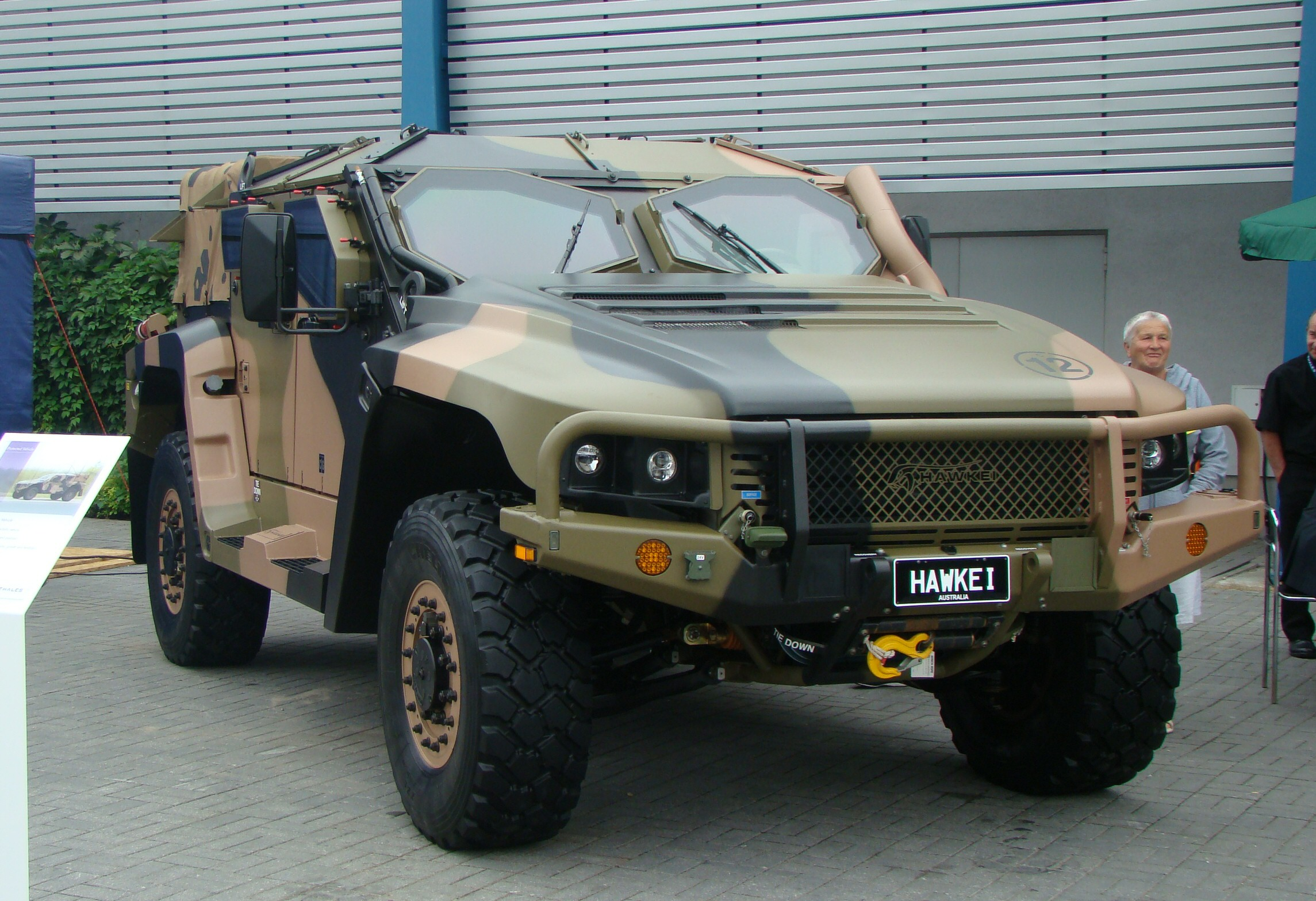
Hawkei

Le Hawkei PMV est un 4×4 léger conçu initialement pour répondre aux exigences des forces de défense australiennes qui cherchaient à remplacer ses Land-Rover Perentie par un véhicule blindé léger. Hawkei est un véhicule de sept tonnes bien protégé et très mobile, conçu pour servir de plate-forme à différents dispositifs de combat.
Les adjudicataires principaux de ce marché sont Thales Australie, Boeing Australie (en), Plasan (en) (Israël) et le groupe PAC. Le gouvernement australien a annoncé l'achat de 1 100 Hawkei auprès de Thales Australie en octobre 2015.

## Histoire
Les forces australiennes de défense ont défini un projet très général intitulé Land 121 phase 4, qui définit des caractéristiques d'un maximum de 1 300 véhicules blindés légers spécialisés destinés à remplacer les véhicules Land Rover en service. Les points essentiels exigés pour ce nouveau véhicule sont une capacité à se déplacer en tout-terrain, un système électronique intégré, une charge importante et un haut niveau de protection contre les mines enfouies dans le sol, les dispositifs explosifs artisanaux et les armes balistiques, tout en étant suffisamment léger pour pouvoir être transporté par des hélicoptères militaires. Les trois options du projet étaient les suivantes :
- Option 1, calquer les exigences du véhicule sur celles du JLTV des États-Unis, ce qui revenait à acheter le véhicule multifonction Humvee[2] ;
- Option 2, concevoir et fabriquer un véhicule en Australie (MSA) ;
- Option 3, faire une étude de marché des offres commerciales en fonction de la décision du gouvernement australien entre les options 1 et 2.

Les offres qui pouvaient concourir étaient Le MOWAG Eagle IV de General Dynamics, division des systèmes terrestres, qui avait fait ses preuves au combat, l'option de l'armée britannique qui avait choisi l'Ocelot (véhicule) fourni par Force protection et le Hawkei proposé par Thales Australie. Choisir le JTLV américain impliquait aussi le choix de Navistar de BEA Systems, et d'AM de General Dynamics et de Lockheed Martin.
Le ministère de la Défense australien a annoncé en décembre 2011 qu'il avait fait le choix pour des développements ultérieurs de l'option MSA.
En octobre 2015, le Premier ministre Malcolm Turnbull et le ministre de la Défense Marise Payne ont annoncé l'achat de 1 100 Hawkeis et 1 000 remorques pour une valeur de 1,3 milliard de dollars australiens.